# Big Tasty
Big Tasty je hamburger prodávaný v restauracích rychlého občerstvení McDonald's. Jedná se o přímého konkurenta hamburgeru Whopper od společnosti Burger King.
Ve Spojených státech amerických se prodává pod označením Big N' Tasty. V Česku a některých dalších státech se prodává jako Big Tasty Bacon, přičemž v této variantě jsou v hamburgeru navíc čtyři plátky slaniny.
Americká verze hamburgeru byla poprvé k prodeji v roce 1997 v Kalifornii. V roce 2002 účinkoval v reklamě na tento hamburger pozdější americký prezident Donald Trump.